# 橋野高炉跡

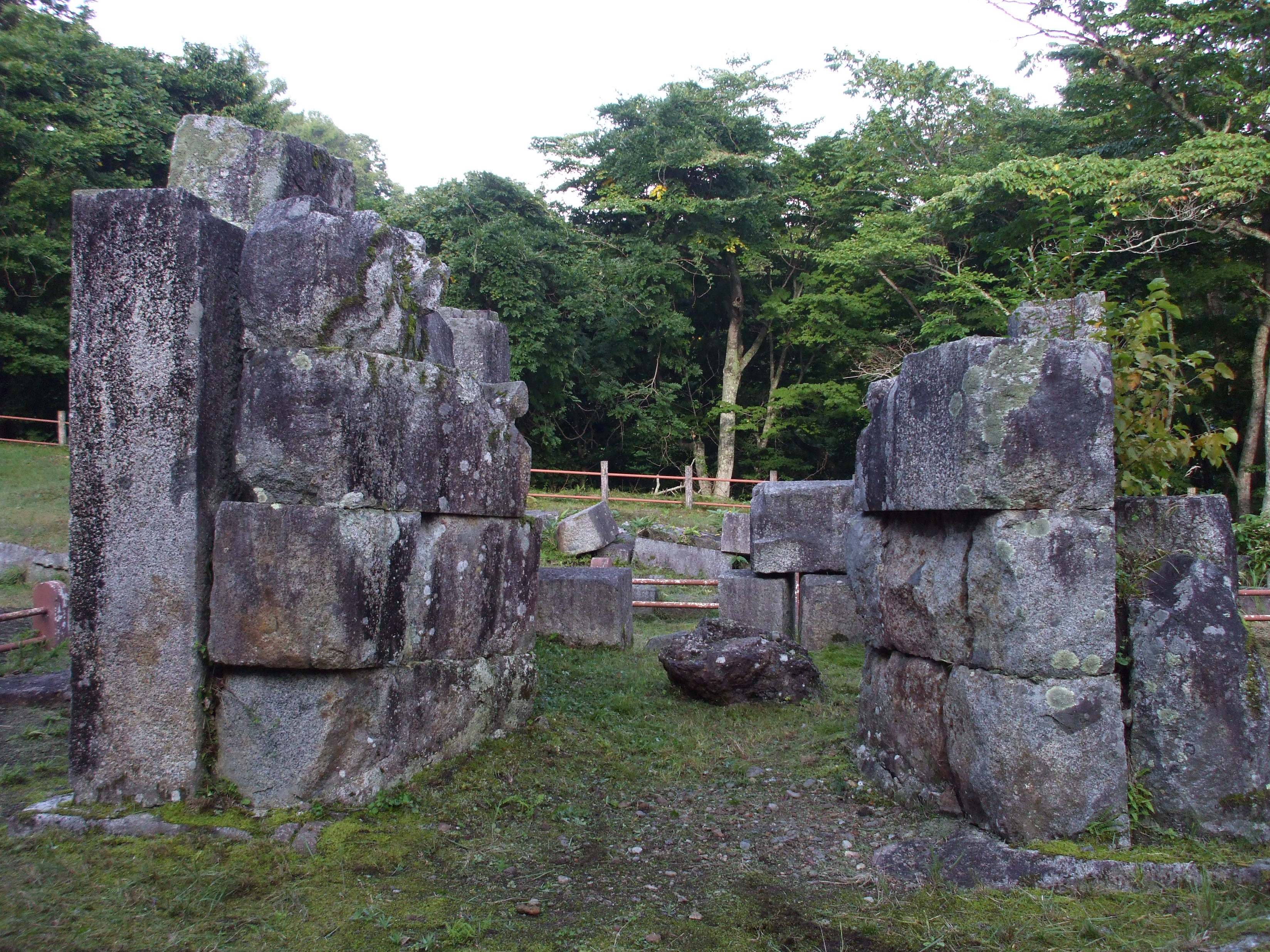
橋野三番高炉跡

橋野高炉跡（はしのこうろあと）は、岩手県釜石市橋野町に所在する高炉跡。国の史跡に指定（1957年）されている。世界遺産「明治日本の産業革命遺産 製鉄・製鋼、造船、石炭産業」の構成資産となっている。登録名は「橋野鉄鉱山」。水戸藩の那珂湊反射炉に大砲用の銑鉄を供給するため南部藩によって建設された。

## 年表
- 1858年(安政5年) - 前年大橋において日本で初めて洋式高炉による出銑に成功した盛岡藩士大島高任が、6月に橋野で仮高炉の建設に着手し、半年後の12月より操業する。同年7月、徳川斉昭が大老の井伊直弼より謹慎を申しつけられ失脚。同時に水戸の反射炉も閉鎖されたことにより、最大の販路を失う。
- 1859年(安政6年) - 4月より高炉が南部藩直営となる。
- 1860年(安政7年) - 1番高炉と2番高炉の2座を建設、仮高炉を改修し3番高炉とした。
- 1868年(明治元年) - 前年の栗林に続きこの年の6月、橋野にも銭座を開設し鋳銭を開始する。出資は小野権右衛門によるもので、高炉3基、人員約1,000人、牛150頭、馬50頭を使って年間出銑量は300,000貫(約1,125トン)を誇った。
- 1869年(明治2年) - 政府により鋳銭禁止令が発布されるも橋野高炉では大規模な密造を継続。
- 1871年(明治4年) - 密造が発覚し銭座は廃座、以後1番高炉及び2番高炉を操業停止。
- 1894年(明治27年) - 釜石鉱山田中製鉄所に吸収される。栗橋分工場の操業開始とともに3番高炉も廃止。
- 1955年(昭和30年) - この年から翌年にかけて岩手大学の森嘉兵衛、板橋源らによって発掘調査が行われる。
- 1957年(昭和32年) - 国の史跡に指定。石碑｢日本最古溶鉱炉記念碑｣を建碑。
- 2015年（平成27年） - 世界遺産に登録。「明治日本の産業革命遺産 製鉄・鉄鋼、造船、石炭産業」の構成資産。

## 橋野鉄鉱山
橋野高炉へ鉄鉱石を供給していたのが橋野鉄鉱山である。高炉から南へ2.6kmの大峰山麓北西谷間に採掘坑跡があり、その間に断片的に運搬路跡も残る。

高炉場の一番奥にゲートがあり、二股林道として道は続くが国有林のため立入禁止。さらに進むと鉱山所有者である日鉄鉱業のゲートもあり、その先は社有地（私有地）となる。

運搬路は二股川（二又沢）沿いにあり、途中で分岐し西又沢の源流域付近に採掘場がある。採掘場は露天掘りの立坑で、小さなものはすり鉢状、大きなものはクレーター状を成す。すり鉢状採掘坑の周囲には土留め用の石垣が巡らされている。クレーター状採掘坑は後にズリ（鉱石以外の捨て石）を廃棄する投げ込み場に転用され、開口部の落ち際にはズリを運搬したトロッコ軌道の枕木が残る。昭和以降開削され大峰山直下を貫通横断する斜坑の出入口もあるが、コンクリートで封鎖されている。
稼働遺産#世界遺産に登録された日本の稼働遺産の「橋野高炉跡及び関連施設／橋野鉄鉱山（採掘場と運搬路）」も参照。
㊟橋野鉄鉱山は法的に立入禁止区域であり、林道と戦後の作業道以外は道筋が不明瞭で標識もなく迷いやすく、落石や熊との遭遇などもあるので無断での侵入は慎む必要がある。

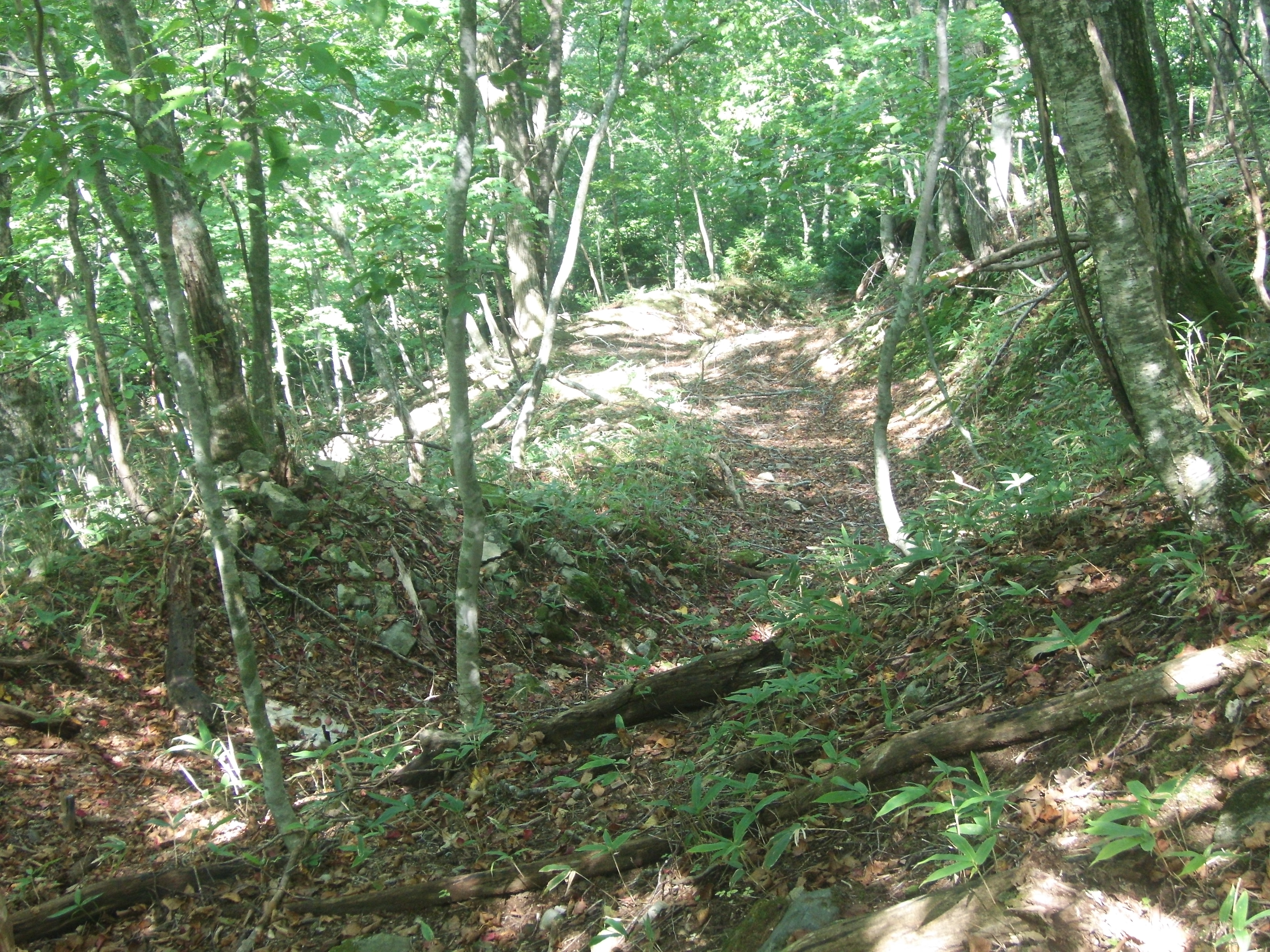
高炉と採掘場を結ぶ運搬路跡
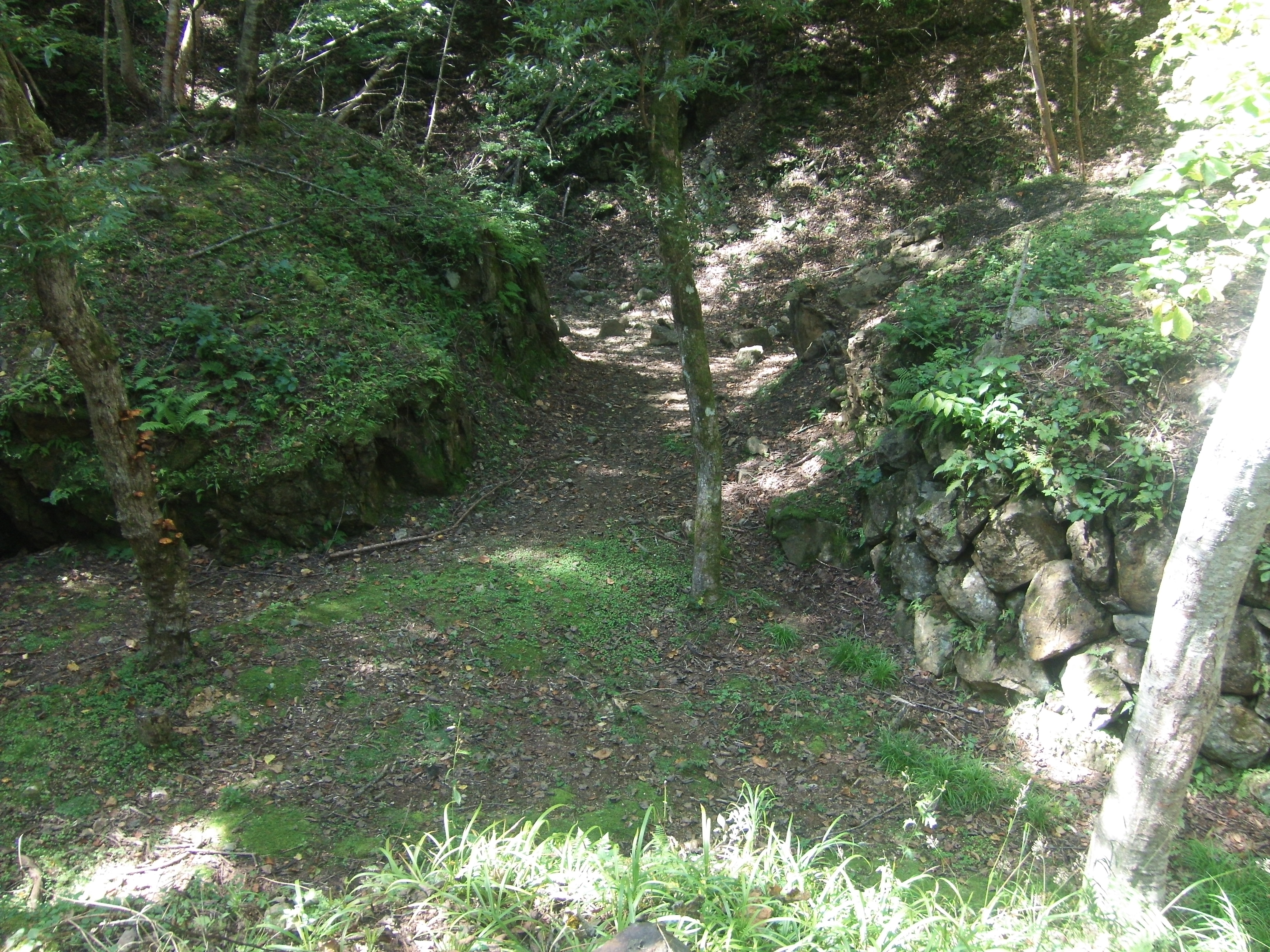
露天掘りの採掘坑跡
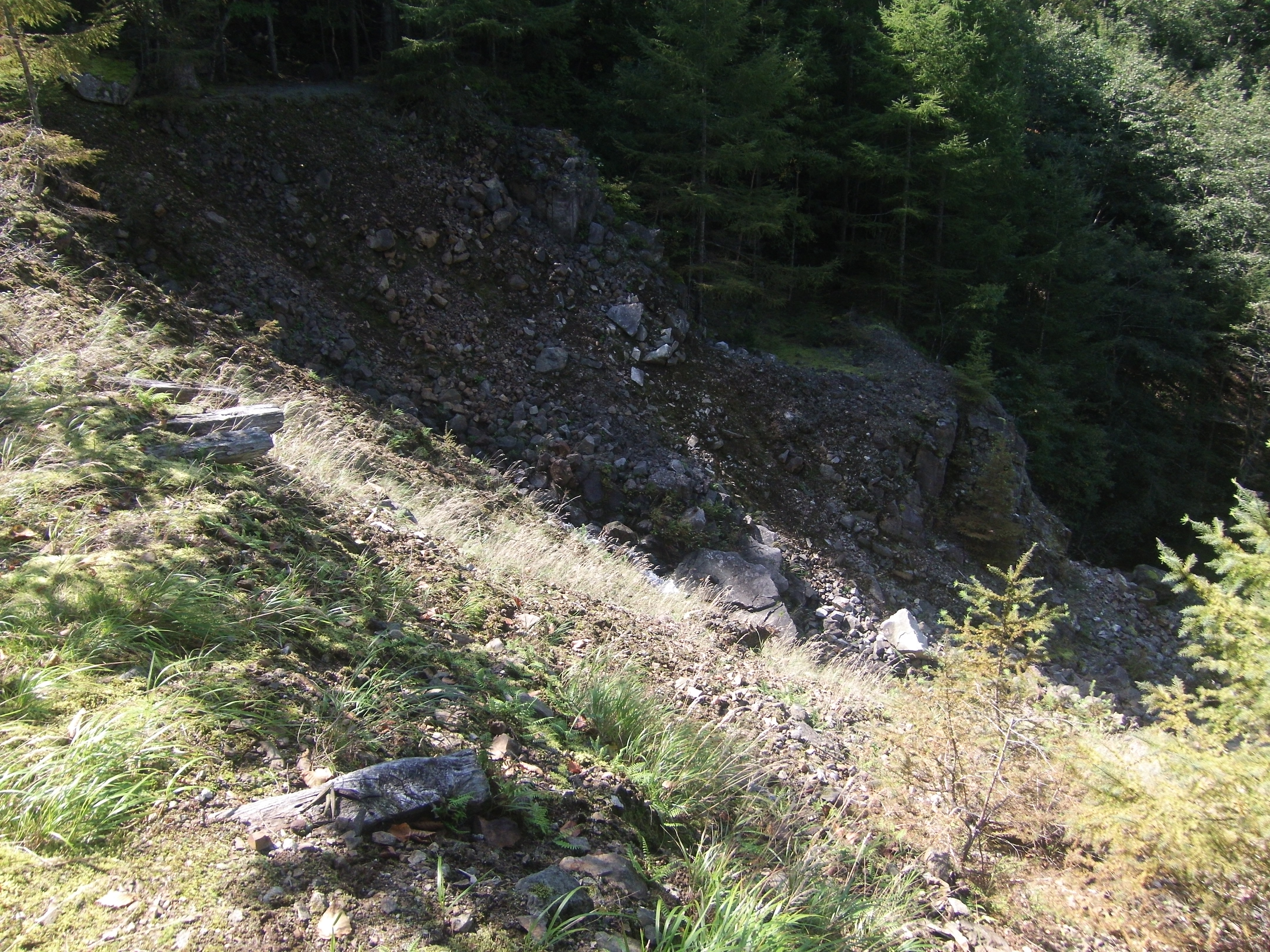
クレーター状の採掘坑を捨て石場に転用
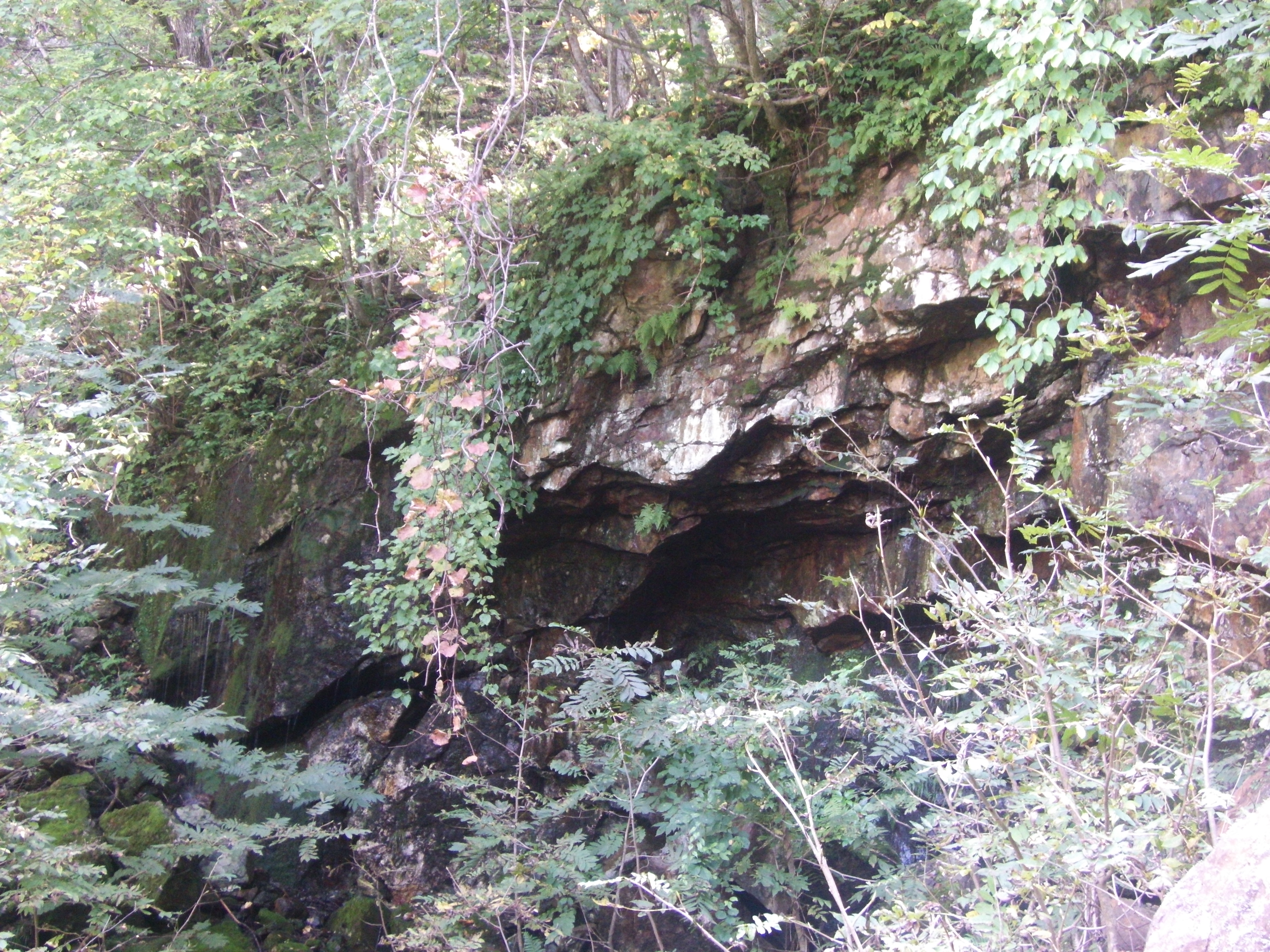
壁面を横穴状に掘削した半地下坑

※画像は日鉄鉱業が立ち入りを許可し、釜石市が開催した見学会の際に撮影したものである。